# Canton d'Anglet-Sud
Le canton d'Anglet-Sud est une ancienne division administrative française, située dans le département des Pyrénées-Atlantiques et la région Aquitaine.

## Composition
Le canton est constitué par la partie sud de la Ville d'Anglet.

## Histoire
Canton créé en 1982 (décret du 27 janvier 1982, dédoublement du canton d'Anglet)
Ancien canton d'Anglet : voir Canton d'Anglet-Nord
| Période | Période      | Identité          | Étiquette | Qualité |
| ------- | ------------ | ----------------- | --------- | --- |
| 1982    | 1988         | Victor Mendiboure | UDF-CDS   | Maraîcher Maire d'Anglet (1971-1993) Ancien conseiller général du canton d'Anglet                              |
| 1988    | 1999 (décès) | Michel Bonnet     | UDF-CDS   | Ingénieur EDF retraité Maire d'Anglet (1993-1999)                                                              |
| 1999    | 2008         | Bernard Gimenez   | UDF       | Médecin généraliste Adjoint au maire d'Anglet                                                                  |
| 2008    | 2015         | Guy Mondorge      | PS        | Cadre à France Télécom Premier adjoint au maire d'Anglet (2008-2014) Conseiller municipal d'Anglet (2014-2020) |

## Démographie
| 1982 | 1990   | 1999   | 2006   | 2011   | 2012   |
| ---- | ------ | ------ | ------ | ------ | ------ |
| -    | 18 293 | 19 452 | 21 761 | 22 650 | 23 585 |